# AirAsia
Pour les articles homonymes, voir AXM.

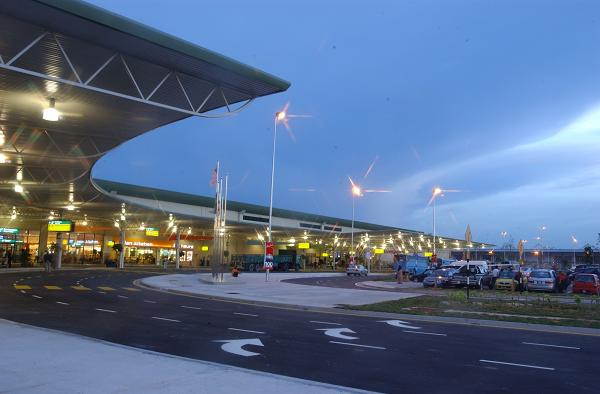
KLIA LCCT, siège social de la compagnie.

AirAsia (Code AITA : AK ; code OACI : AXM) est une compagnie aérienne à bas prix régionale malaisienne. La compagnie a son siège social au terminal low cost de l'aéroport international de Kuala Lumpur (KLIA-LCCT) dans l'État du Selangor 'Darul Ehsan'.

## Histoire
Créée en 1993 par la société d’état DRB-Hicom, AirAsia commence ses opérations le 18 novembre 1996. Après avoir accumulé plus de 11 millions de dollars de dettes, elle est rachetée en 2001 par Tony Fernandes. Opérant avec deux avions, AirAsia dégage des bénéfices en 2002, année qui la voit ouvrir plusieurs routes. Son premier vol international vers Bangkok a lieu en 2003, année qui la voit ouvrir une seconde base à Johor Bahru.
Depuis fin 2004, AirAsia a entrepris une politique ambitieuse de modernisation et d'expansion de sa flotte, en commandant au total plus de 475 avions au constructeur européen Airbus.
Le PDG, Tony Fernandes, a reçu la Légion d'honneur des mains du président de la République française, François Hollande, le 27 novembre 2013,.
Le 12 juillet 2016, AirAsia passe commande auprès d'Airbus dans le cadre du salon aéronautique de Farnborough. La commande fait état de 100 Airbus A321neo.
Le 18 juin 2019, AirAsia annonce qu'elle converti 253 commandes d'Airbus A320neo en faveur de l'Airbus A321neo.

## Développement hors de Malaisie
Janvier 2004 : lancement d’une filiale en Thaïlande, Thai AirAsia (code IATA FD), basée à l’aéroport de Bangkok – Don Mueang et qui opère vers 24 destinations. Sa flotte compte 28 Airbus A320-200.
Décembre 2004 : lancement d’une filiale en Indonésie, AirAsia Indonesia (code IATA QZ), basée à l’aéroport de Jakarta et qui opère vers 16 destinations. Sa flotte compte 22 Airbus A320-200.
Novembre 2007 : premier vol de la filiale long-courrier AirAsia X (code IATA D7), basée à l’aéroport de Kuala Lumpur d’où elle opère vers 14 destinations. Sa flotte compte 9 Airbus A330-300.
Mars 2012 : premiers vols de la filiale AirAsia Philippines (code IATA PQ), basée à l’aéroport de Clark et qui opère vers 4 destinations. Sa flotte compte 2 Airbus A320-200.
Août 2012 : premiers vols de sa filiale basée au Japon, AirAsia Japan (code IATA JW), basée à l’aéroport de Tokyo – Narita et qui opère vers 6 destinations. Sa flotte compte 3 Airbus A320-200.
2013 : AirAsia s'allie avec le groupe Tata pour lancer une filiale en Inde, AirAsia India, qui est basée à Bengaluru.Sa flotte compte 3 Airbus A320-200 et elle dessert 6 destinations à travers l'Inde. Sa base indienne est elle aussi connecté à d'autres destinations en Asie.
Le groupe AirAsia a transporté 29,86 millions de passagers en 2011, 33,83 millions en 2012 et a dépassé les 50 millions de passagers en 2015.
La compagnie a été désignée meilleure compagnie à bas coûts au monde en 2009, 2010, 2011, 2012, 2013, 2014, 2015 et 2016 aux « World Airline Awards », basés sur un sondage réalisé par Skytrax auprès de plus de 18 millions de voyageurs.
Le 28 décembre 2014, le site internet www.airasia.com change la couleur de son logo officiel : il passe du rouge vif au gris, à la suite de la disparition du vol QZ 8501 le jour même.

## Destinations

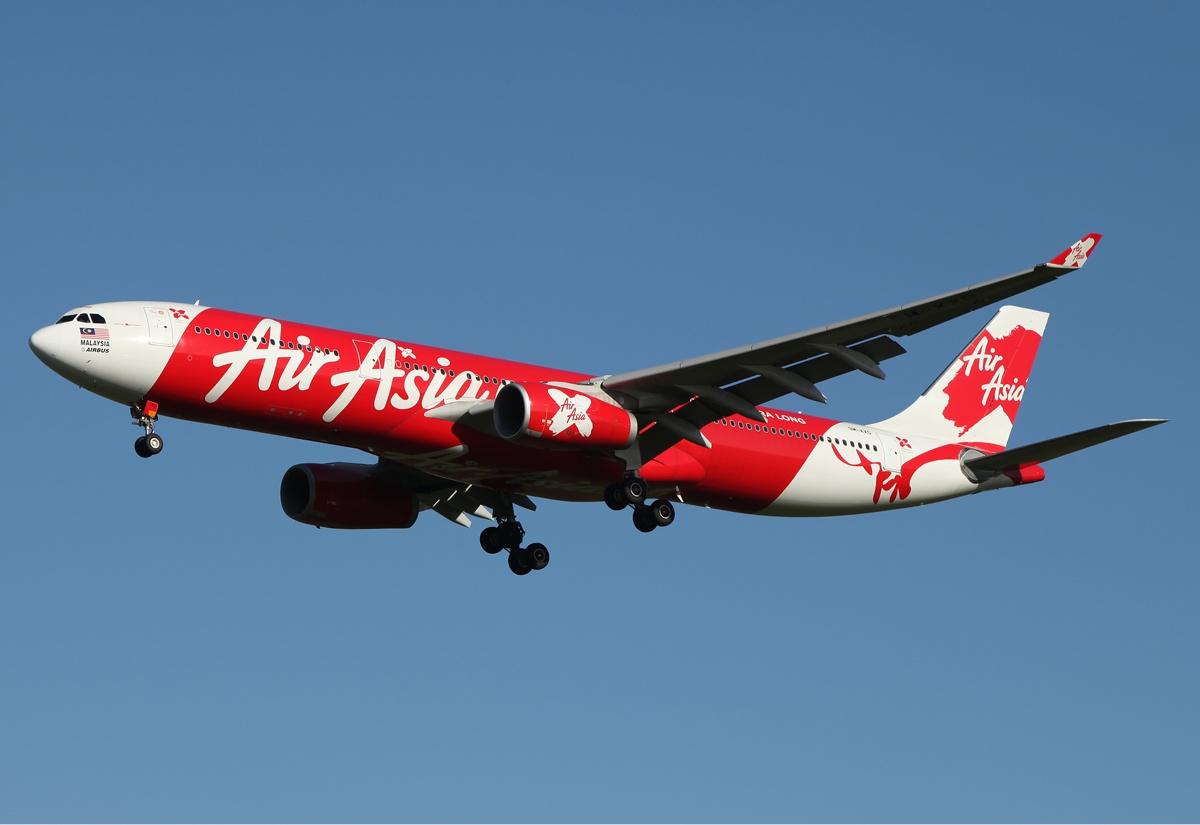
AirAsia X Airbus A330-300 MEL Zhao

En février 2013, le réseau du groupe compte 92 destinations depuis ses plate-forme de correspondances dans cinq pays. AirAsia dessert l’Arabie saoudite, l'Australie, Brunei, le Cambodge, la Chine (plus Hong Kong et Macao), l'Inde, l'Indonésie, le Japon, le Laos, la Malaisie, le Myanmar, le Népal, les Philippines, Singapour, la Corée du Sud, Taïwan, la Thaïlande et le Vietnam.

## Flotte
En avril 2025, la compagnie AirAsia et sa filiale AirAsia X exploitent les appareils suivants avec une flotte 100 % Airbus :
AirAsia a reçu le premier Airbus A320 au monde équipé de sharklets, livré le 21 décembre 2012.
En 2016, elle passe une commande de 100 Airbus A321neo pour 12,5 milliards de dollars.
En 2018, lors du salon de Farnborough, elle passe une commande pour 34 Airbus A330-900neo, portant le total de gros porteurs remotorisés à 100 exemplaires, et confirme son intérêt pour l’A330neo. L’avion lui permettra de relier Kuala Lumpur à Londres, les livraisons devant commencer en 2019.

## Service à la clientèle
Le service à la clientèle d'AirAsia n'est pas de bonne qualité. Les clients se plaignent de la qualité de la communication avec les clients et d'un site internet souvent dysfonctionnel. Le site www.airasia.com intègre dans son contenu des éléments hébergés chez www.google.com ce qui rend son utilisation chaotique depuis la Chine.

## Incidents
- Le 9 avril 2006, les pneus d'un appareil d'AirAsia ont explosé lors de l'atterrissage à Ubon Ratchathani en Thaïlande. Aucun passager n'a été blessé.
- Le 28 décembre 2014, le vol QZ 8501 effectuant la liaison entre la ville indonésienne de Surabaya et Singapour perd le contact avec les autorités aériennes à 6 h 17 heures locale. L'avion, un Airbus A320-200 transportant 162 personnes dont 7 membres d'équipage avait demandé à être dérouté pour raison météo peu avant la perte de contact[11]. Les secours indonésiens sont pessimistes sur les chances de retrouver des survivants. L'agence nationale indonésienne de recherches et secours estime que l'appareil se trouve «au fond de la mer».

- Le 30 décembre 2014 le vol DG7054, reliant Manille à Kalibo, aux Philippines, qui était assuré par un Airbus A320-200 est sorti de piste lors de son atterrissage par suite de vents violents. Les 159 passagers ont pu être évacués sans encombre. L'avion, quant à lui, subit des dégâts importants, ayant terminé sa course le nez au sol[12].

## Galerie

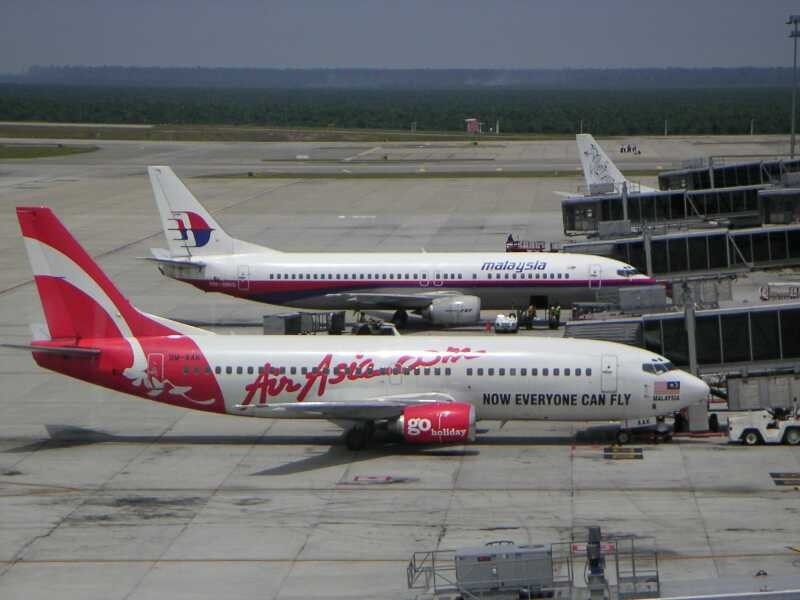
Boeing 737 à l'aéroport international de Kuala Lumpur.
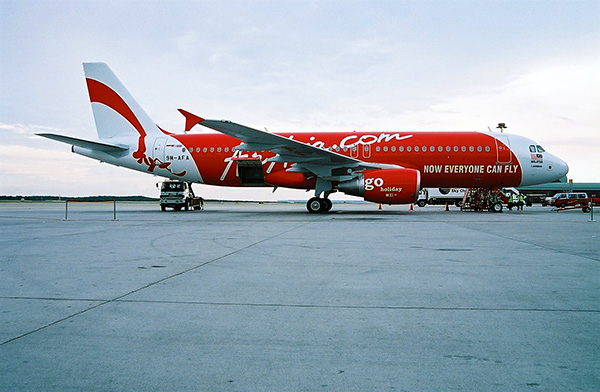
Airbus A320.
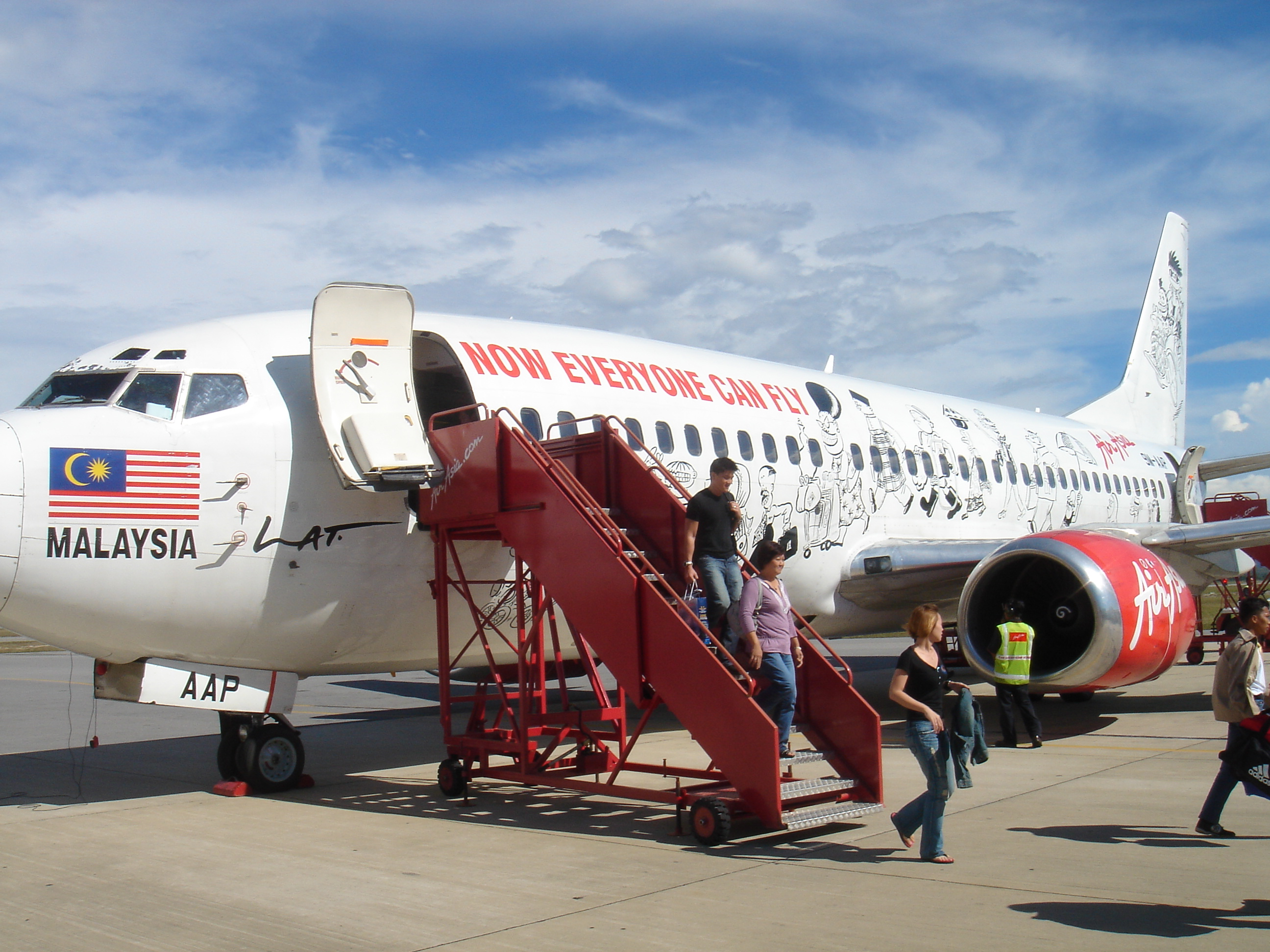
Boeing 737 décoré de personnages de Lat.
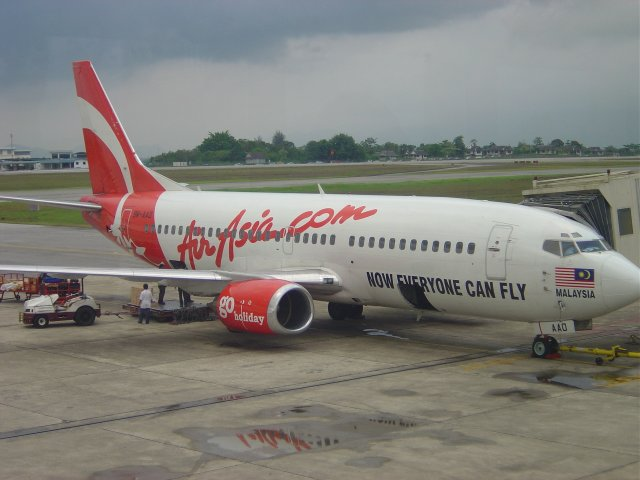
Boeing 737.

## Logo

Logo de 2007 à 2012.
Logo depuis 2012.